# Trophonema arenarium
Trophonema arenarium är en rundmaskart. Trophonema arenarium ingår i släktet Trophonema och familjen Tylenchulidae. Inga underarter finns listade i Catalogue of Life.